# White Horse (bài hát của Taylor Swift)
"White Horse" (n.đ. Bạch mã) là một bài hát được trình bày bởi ca sĩ kiêm nhạc sĩ người Mỹ Taylor Swift. Bài hát được viết bởi Swift cùng với Liz Rose và được sản xuất bởi Nathan Chapman, cùng với sự trợ giúp của Swift. Nó được phát hành vào ngày 7 tháng 12 năm 2008 thông qua Big Machine Records, như là đĩa đơn thứ hai cho album phòng thu thứ hai của nữ ca sĩ Fearless (2008). Bài hát viết về một người bạn trai cũ của Swift, người mà cô đã phát hiện ra anh ta không hề giống như những điều cô được biết, tập trung vào giai đoạn khi Swift chấp nhận rằng mối quan hệ đã đổ vỡ. "White Horse" về mặt nhạc lý, là một bài hát đồng quê với âm điệu tiết chế nhằm làm nổi bật lên giọng hát. Về phần lời, nó mô tả một giấc mộng tình yêu đã tan biến cùng với những đau đớn trong một mối quan hệ, khơi gợi những tương quan với một câu chuyện cổ tích.
Về mặt chuyên môn, "White Horse" nhận được nhiều đánh giá tích cực đến từ giới phê bình. Tại lễ trao giải Grammy năm 2010, "White Horse" chiến thắng hạng mục "Bài hát đồng quê xuất sắc nhất" và "Trình diễn đồng quê nữ xuất sắc nhất". Bài hát cũng đạt được những thành công thương mại đáng kể, mặc dù không lặp lại được thành tích của đĩa đơn tiền nhiệm, "Love Story". Tại thị trường Hoa Kỳ, bài hát vươn đến vị trí số 13 trên bảng xếp hạng Billboard Hot 100 và số 2 trên Hot Country Songs cùng với chứng nhận Bạch kim đến từ Hiệp hội Công nghiệp ghi âm Hoa Kỳ (RIAA). Một video âm nhạc cho bài hát được đạo diễn bởi Trey Fanjoy, người đã thực hiện hầu hết các video trước đây của nữ ca sĩ, thể hiện việc Swift quyết định chấm dứt tình cảm thông qua một cuộc gọi điện thoại. Trong video, Swift hồi tưởng nhiều mảnh kí ức cùng với người yêu cũ, xen lẫn hạnh phúc và đau khổ. Swift trình diễn trực tiếp "White Horse" để quảng bá cho bài hát cũng như trong rất nhiều đêm nhạc của Fearless Tour (2009–10).
Sau vụ tranh chấp quyền sở hữu tác phẩm của Taylor Swift năm 2019, cô thu âm lại bài hát với tựa đề "White Horse (Taylor's Version)" cho album thu âm lại Fearless (Taylor's Version) (2021).

## Bối cảnh

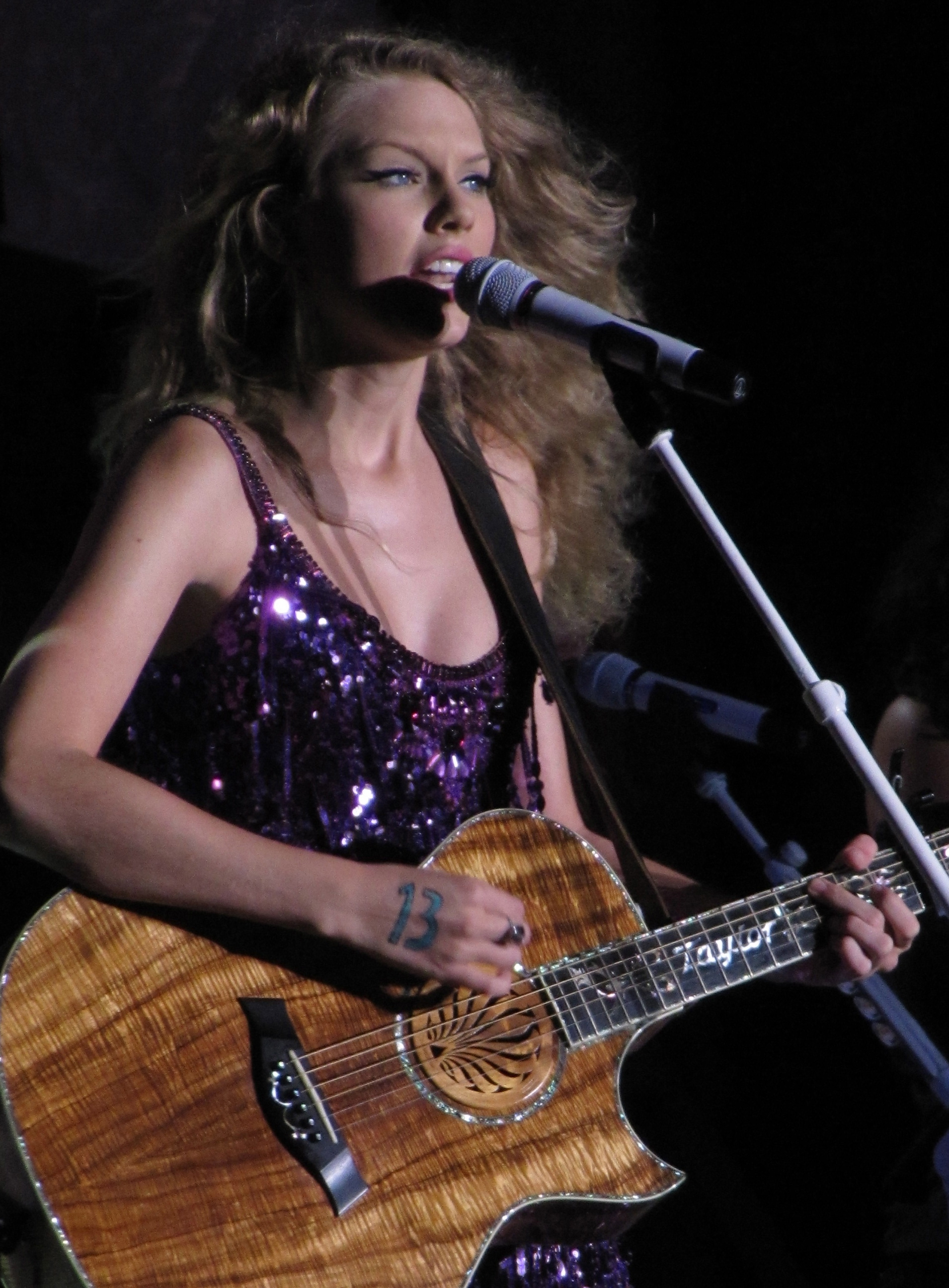
Swift biểu diễn trực tiếp vào năm 2010

Swift bắt đầu viết "White Horse" gần một năm trước khi Fearless phát hành, một tuần sau khi nữ ca sĩ hoàn tất đĩa đơn đầu tiên của album "Love Story", hai bài hát có nội dung hoàn toàn trái ngược nhau. Swift viết đoạn đầu của bài hát một mình, sau đó cô liên hệ với Liz Rose, đề nghị một sự trợ giúp và cả hai nhanh chóng hoàn thành bài hát trong vòng bốn mươi lăm phút. Ca khúc lấy cảm hứng về một người bạn trai cũ của Swift, người mà cô tưởng tượng giống như Hoàng tử Charming để rồi, trong đoạn kết của mối quan hệ, cô nhận ra rằng anh không phải như vậy. Nữ ca sĩ nói rằng chính người đó đã khởi đầu cho bài hát, nhưng trong giai đoạn giữa của quá trình sáng tác, nội dung đã xoay chuyển. Nó tập trung vào khoảng thời gian ban đầu khi Swift nhận ra rằng mối quan hệ đã đi đến hồi kết. Cô nói rằng mọi thứ bắt đầu nguôi ngoai sau cái thời khắc đặc biệt đó và, bởi vì vậy, nó giống như một khía cạnh trang trọng của một cuộc chia tay: "Đối với tôi, 'White Horse' là phần đau thương nhất trong một sự đổ vỡ - khoảnh khắc khi bạn nhận ra rằng biết bao mơ mộng, biết bao mường tượng về viễn cảnh cùng với người đó, tất cả bỗng chốc tan biến". Nói về sự khác biệt giữa "White Horse" và "Love Story", Swift cho rằng chúng được đặt trong những bối cảnh khác nhau, những câu chuyện cổ tích có kịch bản khác biệt. Nữ ca sĩ cũng thừa nhận cô không hề muốn trải qua một trải nghiệm kiểu giống như vậy, tuy nhiên sau đó lại có cảm giác sẵn sàng hơn để đối mặt với sự thật..
"Khi chúng ta còn là những cô bé, bố hay hay đọc truyện cho chúng ta nghe. Và ta nghĩ rằng Hoàng tử Charming một ngày nào đó sẽ xuất hiện cùng với một chiếc áo choàng trắng, và yêu chúng ta vô điều kiện. Và những kẻ phản diện thì vận quần áo đen. Tuy nhiên ta không thể nhận ra rằng, trong thực tế những kẻ phản diện ấy lại mặc jeans. Và đáng yêu. Và cuốn hút, anh ấy làm bạn cười, làm bạn tin tưởng. Bạn nghĩ anh ấy là một chàng trai tốt. Để rồi nhận ra là không phải."

## Sáng tác
"White Horse" là một bài hát đồng quê với độ dài ba phút 55 giây. Được viết theo nhịp 4/4 với tốc độ 92 nhịp trong một phút. Vì vậy nó được xem như một bản ballad. Bài hát được viết trên khóa Đô trưởng và giọng hát của Swift trải dài trong một quãng, từ nốt G3 đến A4. "White Horse" đi theo dãy hợp âm C5–F(add)2–Am7–F(add)2. Nó dựa trên nền tảng nhạc pop, và có phần nhạc khí chủ yếu bao gồm guitar mộc cùng với piano nhẹ, kết hợp âm thanh của đàn cello để tạo điểm nhấn. Kỹ thuật thu âm tương đối tiết chế nhằm phô bày giọng hát êm và nhiều hơi của Swift.
Phần lời của "White Horse" được viết theo ngôi thứ nhất, dựa theo lời tự sự của Swift về bước ngoặt khi chấm dứt một mối quan hệ, mà nó có vẻ giống một câu chuyện cổ tích từ lúc bắt đầu: "I'm not a princess, this ain't a fairytale/ I'm not the one you'll sweep off her feet/ Lead her up the stairwell." Bài hát mô tả sự tan vỡ những ảo tưởng và nỗi đau đớn, xuất phát từ quan điểm tỉnh ngộ của một người có óc thực tế.

## Phát hành
Bài hát ban đầu không được nhắm cho album Fearless, bởi vì Swift cho rằng tính chín chắn đã rõ ràng được thể hiện một cách chuẩn xác trong album này; vì vậy, cô đã dự định sẽ đưa "White Horse" vào album phòng thu thứ ba, tức Speak Now vào năm 2010. Tuy nhiên, khi công ty quản lý của Swift ở Los Angeles thiết lập một cuộc hẹn với ban giám đốc sản xuất loạt phim truyền hình yêu thích của cô, Grey's Anatomy, Betsy Beers và Shonda Rhimes, về vấn đề sử dụng nhạc của Swift vào loạt phim. Và nữ ca sĩ đã chọn "White Horse" để hát cho họ nghe bằng một chiếc guitar mộc. Beers và Rhimes bị ấn tượng và nói với Swift rằng họ sẽ liên lạc với cô sớm nhất có thể. Swift đã quyết định loại bài hát này ra khỏi Fearless, cho đến khi đối tác hồi đáp sau một khoảng thời gian khá dài. Khi người đại diện của Grey's Anatomy gọi điện, Swift cùng với Nathan Chapman tức tốc thu âm bài hát, gửi đi một CD, và họ đã quyết định đưa nó vào bộ phim. "White Horse" xuất hiện lần đầu tiên trong mùa phát sóng thứ năm của Grey's Anatomy, "Dream a Little Dream of Me", vào ngày 25 tháng 9 năm 2008.

### "White Horse (Taylor's Version)"
Sau khi ký hợp đồng mới với Republic Records, Swift bắt đầu thu âm lại sáu album phòng thu đầu tiên của cô trong tháng 11 năm 2020. Bản thu âm lại của "White Horse", với phụ đề "Taylor's Version", được phát hành trong bản thu âm lại của Fearless, Fearless (Taylor's Version).

## Bảng xếp hạng

### Bảng xếp hạng hàng tuần
| Bảng xếp hạng (2008–2009)            | Vị trí cao nhất |
| ------------------------------------ | --------------- |
| Úc (ARIA)                            | 41              |
| Canada (Canadian Hot 100)            | 43              |
| Canada Country (Billboard)           | 5               |
| Anh Quốc (OCC)                       | 60              |
| Hoa Kỳ Billboard Hot 100             | 13              |
| Hoa Kỳ Hot Country Songs (Billboard) | 2               |
| Hoa Kỳ Pop 100 (Billboard)           | 23              |

| Bảng xếp hạng (2021)                              | Vị trí cao nhất |
| ------------------------------------------------- | --------------- |
| Úc (ARIA)                                         | 99              |
| Canada (Canadian Hot 100)                         | 72              |
| Thế giới Global 200 (Billboard)                   | 111             |
| Hoa Kỳ Bubbling Under Hot 100 Singles (Billboard) | 2               |
| Hoa Kỳ Hot Country Songs (Billboard)              | 29              |

### Bảng xếp hạng cuối năm
| Bảng xếp hạng (2009)                 | Vị trí |
| ------------------------------------ | ------ |
| Hoa Kỳ Billboard Hot 100             | 76     |
| Hoa Kỳ Hot Country Songs (Billboard) | 27     |

## Chứng nhận
| Quốc gia | Chứng nhận  | Số đơn vị/doanh số chứng nhận |
| --- | ----------- | ----------------------------- |
| Úc (ARIA) | Bạch kim    | 70.000‡                       |
| Canada (Music Canada) | Vàng        | 40.000*                       |
| Hoa Kỳ (RIAA) | 2× Bạch kim | 2.000.000‡                    |
| * Chứng nhận dựa theo doanh số tiêu thụ. ^ Chứng nhận dựa theo doanh số nhập hàng. ‡ Chứng nhận dựa theo doanh số tiêu thụ và phát trực tuyến. |             |                               |